# Jennifer Lyons
Pour les articles homonymes, voir Lyons.
Jennifer Lyons est une actrice américaine, née le 6 août 1977 à Pasadena en Californie (États-Unis).

## Filmographie
- 1996 : Mariés, deux enfants - (ép. #10.15 - 10.24 - 11.1) : Ariel (TV)
- 1996 : Tiger Heart : Stephanie
- 1997 : The Dukes of Hazzard: Reunion! (TV)
- 1997 : Breast Men : Concerned Patient
- 1992 : The Tonight Show with Jay Leno (série télévisée) : Various Characters (1997-)
- 1998 : Picture of Priority : Carrie Rose
- 1998 : Big Party (Can't Hardly Wait) : Rachel, Girlfriend #3
- 1999 : Soccer Dog: The Movie : Shana
- 1999 : Tequila Body Shots : Angela
- 2000 : Jack Frost 2: Revenge of the Mutant Killer Snowman (vidéo) : Rose
- 2001 : Délivre-nous du mal (Devil's Prey) : Samantha
- 2001 : That '70s show : Pam Macy
- 2003 : Drôle de campus (National Lampoon Presents Dorm Daze) : Lynne
- 2003 : Monk (série télévisée) (Saison 2, Episode 8) : Bethany Daniels
- 2004 : Roomies : Nicole
- 2005 : The Last Great Infomercial : Wrestler
- 2005 : Old Man Music : Customer
- 2005 : Malcolm (série télévisée) (Saison 6, Episode 10) : "strip-teaseuse"
- 2006 : Desperate Housewives (série télévisée) (Saison 2, Episode 17 et 18): "Cecile la strip-teaseuse"
- 2006 : To Kill a Mockumentary (vidéo) : Make-up Girl
- 2006 : Dorm Daze 2 : Lynne